# Agata Cudowska
Agata Cudowska – polska pedagog, prof. dr hab. nauk humanistycznych, kierownik Katedry Pedagogiki Porównawczej Wydziału Nauk o Edukacji Uniwersytetu w Białymstoku.

## Życiorys
5 maja 1997 obroniła pracę doktorską Środowiskowe uwarunkowania orientacji życiowej młodzieży studiującej lat dziewięćdziesiątych. Studium porównawcze, 11 stycznia 2005 habilitowała się na podstawie pracy zatytułowanej  Kształtowanie twórczych orientacji życiowych w procesie edukacji. 8 listopada 2018 nadano jej tytuł profesora w zakresie nauk społecznych.  Od początku swojej drogi zawodowej (od 1989 roku) pracuje na Uniwersytecie w Białymstoku, na Wydziale Pedagogiki i Psychologii (obecnie Wydział Nauk o Edukacji). W latach 2002–2005 pracowała także na Wydziale Pedagogiki w Wyższej Szkole Suwalsko-Mazurskiej im. Papieża Jana Pawła II w Suwałkach, pracowała również na stanowisku profesora wizytującego i prorektora ds. nauki w Wyższej Szkole Bezpieczeństwa w Poznaniu w latach 2005-2006, oraz na stanowisku profesora w Wyższej Szkole Zarządzania i Przedsiębiorczości im. Bogdana Jańskiego w Łomży w latach 2008-2014. 
Od 2017 roku jest członkiem Prezydium Zarządu Głównego Polskiego Towarzystwa Pedagogicznego (PTP), w kadencji 2020-2023 pełni funkcję Wiceprzewodniczącej PTP, w latach 2017-2020 była Przewodniczącą Oddziału Polskiego Towarzystwa Pedagogicznego w Białymstoku, jest także członkinią Polskiego Towarzystwa Pedagogiki Porównawczej i Stowarzyszenia Wspierania Edukacji Międzykulturowej. Jest również członkiem Sekcji Pedeutologicznej Komitetu Nauk Pedagogicznych Polskiej Akademii Nauk.
Jej zainteresowania naukowe koncentrują się wokół problematyki aksjologicznej, orientacji życiowych, postaw twórczych i twórczości w edukacji, dialogicznego i fenomenologicznego ujęcia wychowania, a także zagadnień społecznych i funkcjonowania człowieka w świecie współczesnym.
Opracowała dwie autorskie koncepcje orientacji życiowych (1997, 2004) oraz narzędzia do ich pomiaru: Skalę Preferencji Orientacji Życiowych i Skalę Preferencji Twórczych Orientacji Życiowych. Opublikowała następujące książki autorskie: Orientacje życiowe współczesnych studentów (1997), Metodologiczne konteksty orientacji życiowych współczesnych studentów (1999), Kształtowanie twórczych orientacji życiowych w procesie edukacji (2004), Twórcze orientacje życiowe w dialogu edukacyjnym. Studium teoretyczno-empiryczne (2014), Twórcze orientacje życiowe. Zdrowie i dobrostan (2017), oraz monografię współautorską Twórcze orientacje życiowe studentów. Polsko-białoruskie studium porównawcze (z: E. Baj, L. Siluk, M. Walewską) (2019),  jest redaktorem monografii Czynić świat bardziej etycznym (2003), Oblicza dialogu (2008) i Kierunki rozwoju edukacji w zmieniającej się przestrzeni społecznej (2011), a także współredaktorem monografii Czynić świat bardziej bezpiecznym (T. 1 i 2, 2007), oraz Kultura bezpieczeństwa i praw człowieka w początkach XXI wieku (2009). Jest autorką ponad 160 prac naukowych w materiałach czasopiśmienniczych oraz w publikacjach zbiorowych, w języku polskim i angielskim.